# Conclave de 1878
El Conclave papal de febrer de 1878 va ser un conclave convocat després de la mort del papa beat Pius IX el 7 de febrer de 1878. En ell, va ser elegit com el seu successor el cardenal Vincenzo Gioacchino Pecci, qui va prendre el nom de Lleó XIII.

## Situació del Col·legi Cardenalici
El febrer de 1878 hi havia un total de seixanta-quatre cardenals, tots ells amb dret d'elecció del nou pontífex, que foren convocats al conclave que s'esdevingué a Roma del 18 al 20 d'aquell mes de febrer, però només hi assistiren seixanta-un cardenals.
Efectivament, el francès Godefroy Brossais-Saint-Marc, cardenal del títol de S. Maria della Vittoria, arquebisbe de Rennes; excusà l'assistència per motius de salut (de fet, morí sis dies després de l'elecció del nou papa). D'altra banda, l'irlandès Paul Cullen, cardenal del títol de S. Pietro in Montorio, arquebisbe de Dublín, i el nord-americà John McCloskey, cardenal del títol de S. Maria sopra Minerva, arquebisbe de Nova York, arribaren a Roma quan l'elecció ja s'havia consumat i, per tant, el conclave ja havia estat dissolt.
Entre els assistents hi havia el beneixamut Miquel Payà i Rico, cardenal del títol de Ss. Quirico e Giulitta, arquebisbe de Sant Jaume de Galícia.
A la tercera votació, el segon dia de conclave, fou elegit papa l'italià Gioacchino Pecci, cardenal del títol de S. Crisógono, arquebisbe-bisbe de Perusa i camarlenc, el qual adoptà el nom de Lleó XIII.
Aquesta és la llista dels convocats a aquest conclave, ordenada per data del consistori en el qual foren creats cardenals, i dintre de cada consistori, per ordre de prelació. De cada cardenal s'indica el bisbat suburbicari, el títol o la diaconia, a més dels càrrecs que ocupava (vigents, emèrits i/o anteriors) en el moment de la convocatòria del conclave, i finalment el país de procedència:
- Luigi Amat di San Filippo e Sorso, bisbe d'Ostia i Velletri, degà del Col·legi Cardenalici
- Príncep Friedrich Johannes Jacob Cölestin zu und von Schwarzenberg, cardenal del títol de S. Agostino (1842), protoprevere, arquebisbe de Praga, abans arquebisbe de Salzburg (Imperi Austrohongarès).
- Fabio Maria Asquini, cardenal del títol de S. Lorenzo in Lucina, abans cardenal del títol de S. Stefano al Monte Celio, abans cardenal in pectore (1844), secretari de breus, abans arquebisbe titular de Tarso i patriarca llatí titular de Constantinoble (Regne d'Itàlia).
- Domenico Carafa della Spina di Traetto, cardenal del títol de S. Maria degli Angeli (1844), arquebisbe de Benevent (Regne d'Itàlia).
- Carlo Luigi Morichini, cardenal-bisbe d'Albano, abans cardenal del títol de S. Onofrio (1852), arquebisbe emèrit de Bolonya, abans arquebisbe titular de Nisibi i nunci a Baviera i arquebisbe-bisbe de Jesi, successivament (Regne d'Itàlia).
- François-Auguste-Ferdinand Donnet, cardenal del títol de S. Maria in Via (1852), arquebisbe de Bordeus, abans bisbe titular de Roso i coadjutor de Nancy i Toul (França).
- Camillo Di Pietro, cardenal-bisbe de Porto-Santa Rufina, abans cardenal-bisbe d'Albano, abans cardenal del títol de S. Giovanni a Porta Latina i abans cardenal in pectore (1853), vicedegà del Col·legi Cardenalici, abans arquebisbe titular de Berut i nunci al Regne de les Dues Sicílies i a Portugal, successivament (Regne d'Itàlia).
- Gioacchino Pecci, cardenal del títol de S. Crisogono (1853), arquebisbe-bisbe de Perusa, camarlenc, abans arquebisbe titular de Damiata i nunci a Bèlgica. Va ser elegit papa amb el nom de Lleó XIII (Regne d'Itàlia).
- Prospero Caterini, cardenal-diaca de S. Maria in Via Lata, abans cardenal-diaca de S. Maria della Scala (1853), protodiaca, prefecte de la Congregació del Concili (Regne d'Itàlia).
- Antonio Benedetto Antonucci, cardenal del títol de Ss. Silvestro e Martino ai Monti (1858), arquebisbe-bisbe d'Ancona, abans bisbe de Montefeltro, bisbe de Ferentino i bisbe titular de Tarso i nunci al Regne de Sardenya, successivament (Regne d'Itàlia).
- Teodolfo Mertel, cardenal-diaca de S. Eustachio (1858), prefecte del Tribunal de la Signatura Apostòlica, diverses vegades ministre dels Estats Pontificis (Regne d'Itàlia).
- Carlo Sacconi, cardenal-bisbe de Palestrina, abans cardenal del títol de S. Maria del Popolo (1861), pro-datari papal, abans arquebisbe titular de Nicea i nunci a Baviera (Regne d'Itàlia).
- Comte Antonio Maria Panebianco, O.F.M.Conv., cardenal del títol de Ss. XII Apostoli, abans cardenal del títol de S. Girolamo degli Schiavoni (1861), penitenciari major emèrit (Regne d'Itàlia).
- Filippo Maria Guidi, O.P., cardenal-bisbe de Frascati, abans cardenal del títol de S. Sisto (1863), arquebisbe emèrit de Bolonya (Regne d'Itàlia).
- Antonino Saverio De Luca, cardenal del títol de Ss. Quattro Coronati (1863), prefecte de la Congregació de l'Índex, abans bisbe d'Aversa i bisbe titular de Tarso i nunci a Baviera i a Àustria (Regne d'Itàlia).
- Jean-Baptiste-François Pitra, O.S.B., cardenal del títol de S. Callisto, abans cardenal del títol de S. Tommaso in Parione (1863), arxiver de la Santa Església Romana (França).
- Henri-Marie-Gaston Boisnormand de Bonnechose, cardenal del títol de S. Clemente (1863), arquebisbe de Rouen, abans bisbe de Carcassona i d'Évreux, successivament (França).
- Luigi Maria Bilio, C.R.S.P., cardenal-bisbe de Sabina, abans cardenal del títol de S. Lorenzo in Panisperna (1866), penitenciari major, abans prefecte de la Congregació d'Indulgències i prefecte de la Congregació de Ritus (Regne d'Itàlia).
- Paul Cullen, cardenal del títol de S. Petro in Montorio (1866), arquebisbe de Dublín, abans arquebisbe d'Armagh. Arribà a Roma quan l'elecció s'havia consumat i, per tant, el conclave ja havia estat dissolt (Irlanda).
- Gustav Adolf von Hohenlohe-Schillingfürst, cardenal del títol de S. Maria in Transpontina (1875), arquebisbe titular d'Edessa (Imperi Alemany).
- Marquès Domenico Consolini, cardenal-diaca de S. Maria in Dominica (1866, Regne d'Itàlia).
- Innocenzo Ferrieri, cardenal del títol de S. Cecilia (1868), prefecte de la Congregació d'Indulgències, abans arquebisbe titular de Side i nunci al Regne de les Dues Sicílies i a Portugal, successivament (Regne d'Itàlia).
- Príncep Lucien-Louis-Joseph-Napoleon Bonaparte, cardenal del títol de S. Pudenziana (1868), cosí i capellà privat de l'exemperador Napoleó III (França).
- Giuseppe Berardi, cardenal del títol de Ss. Marcellino e Pietro (1868), arquebisbe titular de Nicea i antic vice-ministre de Comerç i Obres Públiques dels Estats Pontificis (Regne d'Itàlia).
- Juan de la Cruz Ignacio Moreno y Maisonave, cardenal del títol de S. Maria della Pace (1868), arquebisbe de Toledo, abans bisbe d'Oviedo i arquebisbe de Valladolid, successivament (Espanya).
- Raffaele Monaco La Valletta, cardenal del títol de S. Croce in Gerusalemme (1868), vicari general de la diòcesi de Roma, abans abat comendatari de Subiaco i arquebisbe titular d'Eraclea (Regne d'Itàlia).
- Comte Edoardo Borromeo, cardenal diaca de Ss. Vito, Modesto e Crescenzia (1868), arxipreste de la Basílica de Sant Pere del Vaticà (Regne d'Itàlia).
- Inácio do Nascimento Morais Cardoso, cardenal del títol de Ss. Nereo ed Achilleo (1873), patriarca de Lisboa, abans bisbe de Faro (Portugal).
- René-Fraçois Régnier, cardenal del títol de Sma. Trinità al Monte Pincio (1868), arquebisbe de Cambrai, abans bisbe d'Angulema (França).
- Flavio Chigi, cardenal del títol de S. Maria del Popolo (1873), gran prior de l'Orde de Sant Joan de Jerusalem i arxipreste de la Basílica de Sant Joan del Laterà, abans arquebisbe titular de Mira i nunci a Baviera i a França, successivament (Regne d'Itàlia).
- Alessandro Franchi, cardenal del títol de S. Maria in Trastevere (1874), prefecte de la Congregació de Propaganda Fide i de la de les Esglésies Orientals, abans arquebisbe titular de Tessalònica i nunci a Espanya (Regne d'Itàlia).
- Joseph-Hippolyte Guibert, O.M.I., cardenal del títol de S. Giovanni a Porta Latina (1873), arquebisbe de París, abans bisbe de Viviers i arquebisbe de Tours, successivament (França).
- Baró Luigi Oreglia di Santo Stefano, cardenal del títol de S. Anastasia (1873), prefecte de la Congregació d'Indulgències, abans arquebisbe titular de Damiata i nunci a Bèlgica i a Portugal, successivament (Regne d'Itàlia).
- János Simor, cardenal del títol de S. Bartolomeo all'Isola (1873), arquebisbe d'Esztergom, abans bisbe de Györ (Imperi Austrohongarès).
- Tommaso Maria Martinelli, O.E.S.A., cardenal del títol de S. Prisca, abans cardenal-diaca de S. Giorgio in Velabro (1873), prefecte de la Congregació de Ritus (Regne d'Itàlia).
- Marquès i baró Ruggero Luigi Emidio Antici Mattei, cardenal del títol de S. Lorenzo in Panisperna, abans cardenal in pectore (1875), patriarca titular de Constantinoble i auditor general de la Càmera Apostòlica (Regne d'Itàlia).
- Pietro Giannelli, cardenal del títol de S. Agnese fuori le mura (1875), arquebisbe titular de Sardes i president del Consell Suprem per als Afers Públics de l'Església (Regne d'Itàlia).
- Mieczyslaw Halka Ledóchowski, cardenal del títol de S. Maria in Aracoeli (1875), arquebisbe de Gniezno i Poznań, abans arquebisbe titular de Tebe i nunci a Bèlgica (Imperi Rus).
- Henry Edward Manning, cardenal del títol de Ss. Andrea e Gregorio al Monte Celio (1875), arquebisbe de l'Abadia de Westminster (Anglaterra).
- Victor-Auguste-Isidore Deschamps, C.Ss.R., cardenal del títol de S. Bernardo alle Terme (1875), arquebisbe de Malines, abans bisbe de Namur (Bèlgica).
- Giovanni Simeoni, cardenal del títol de S. Pietro in Vincoli, abans cardenal in pectore (1875), secretari d'estat, abans bisbe titular de Calcedònia i nunci a Espanya (Regne d'Itàlia).
- John MacCloskey, cardenal del títol de S. Maria sopra Minerva (1875), arquebisbe de Nova York, abans bisbe titular d'Axiere i coadjutor de Nova York. Arribà a Roma quan l'elecció papal s'havia consumat i, per tant, el conclave ja havia estat dissolt (Estats Units d'Amèrica).
- Domenico Bartolini, cardenal del títol de S. Marco, abans cardenal-diaca de S. Nicola in Carcere Tulliano (1875), protonotari apostòlic emèrit (Regne d'Itàlia).
- Lorenzo Ilarione Rampi, cardenal-diaca de S. Maria in Cosmedin, abans cardenal in pectore (1875), antic director general de la policia dels Estats Pontificis (Regne d'Itàlia).
- Bartolomeo Pacca, cardenal-diaca de S. Maria in Portico Campitelli, abans cardenal in pectore (1875), mestre de cambra de Sa Santedat (Regne d'Itàlia).
- Godefroy Brossais-Saint-Marc, cardenal del títol de S. Maria della Vittoria (1875), arquebisbe de Rennes. No assistí al conclave per malaltia (França).
- Bartolomeo d'Avanzo, cardenal del títol de S. Susanna (1876), bisbe emèrit de Castellanetta (Regne d'Itàlia).
- Johannes Baptist Franzelin, S.J., cardenal del títol de Ss. Bonifacio ed Alessio (1876), teòleg papal emèrit (Imperi Austrohongarès).
- Francisco de Paula Benavides y Navarrete, cardenal del títol de S. Tommaso in Parione (1877), patriarca titular de les Índies Occidentals, abans bisbe de Sigüenza (Espanya).
- Francesco Saverio Apuzzo, cardenal del títol de S. Onofrio (1877), arquebisbe de Càpua, abans arquebisbe de Sorrento (Regne d'Itàlia).
- Manuel García y Gil, O.P., cardenal del títol de S. Stefano al Monte Celio (1877), arquebisbe de Saragossa, abans bisbe de Badajoz (Espanya).
- Vescomte Edward Henry Howard of Norfolk, cardenal del títol de Ss. Giovanni e Paolo (1877), arquebisbe titular de Neocesarea i auxiliar de Frascati (Anglaterra).
- Miquel Payà i Rico, cardenal del títol de Ss. Quirico e Giulitta (1877), arquebisbe de Sant Jaume de Galícia, abans bisbe de Conca (Espanya).
- Louis-Marie-Joseph-Eusèbe Caverot, cardenal del títol de S. Silvestro in Capite (1877), arquebisbe de Lió, abans bisbe de Saint-Dié (França).
- Marquès Luigi di Canossa, cardenal del títol de S. Marcello (1877), bisbe de Verona (Regne d'Itàlia).
- Luigi Serafini, cardenal del títol de S. Girolamo degli Schiavoni (1877), bisbe de Viterbo (Regne d'Itàlia).
- Josip Mihalovic, cardenal del títol de S. Pancrazio (1877), arquebisbe de Zagreb (Imperi Austrohongarès).
- Johann Rudolf Kutschker, cardenal del títol de S. Eusebio (1877), arquebisbe de Viena, abans bisbe titular de Carre i auxiliar de Viena (Imperi Austrohongarès).
- Lucido Maria Parocchi, cardenal del títol de S. Sisto (1877), arquebisbe de Bolonya, abans bisbe de Pavia (Regne d'Itàlia).
- Vincenzo Moretti, cardenal del títol de S. Sabina (1877), arquebisbe de Ravenna, abans bisbe de Comacchio, de Cesena i d'Imola, successivament (Regne d'Itàlia).
- Antonio Pellegrini, cardenal-diaca de S. Maria in Aquiro (1877, Regne d'Itàlia).
- Lorenzo Nina, cardenal-diaca de S. Angelo in Pescheria (1877), prefecte de la Congregació d'Estudis (Regne d'Itàlia).
- Enea Sbarretti, cardenal-diaca de S. Maria ad Martyres (1877, Regne d'Itàlia).
- Frédéric de Falloux du Coudray, cardenal-diaca de S. Agata alla Suburra (1877, França).

Dels quals
- 6 eren cardenals-bisbes
- 48 eren cardenals-preveres o de títol
- 10 eren cardenals-diaques